# Алиакбари, Амир
Ами́р Алиакбари́ (перс. امير على‌اكبرى‎; 11 декабря 1987, Шахрияр, Иран) — иранский борец греко-римского стиля, выступающий также в смешанных единоборствах, представитель тяжёлой и супертяжёлой весовых категорий. Чемпион мира по греко-римской борьбе, чемпион Азии, серебряный призёр летней Универсиады в Казани, победитель и призёр многих первенств национального значения. В 2013 году Ассоциация греко-римской борьбы пожизненно дисквалифицировала борца за повторное употребление допинга. С 2015 года является профессиональным бойцом ММА, известен по участию в турнирах японской бойцовской организации Rizin FF.

## Биография
Амир Алиакбари родился 11 декабря 1987 года в городе Шахрияр провинции Тегеран. После окончания школы поступил в Исламский университет Азад в Исламшехре, где в течение нескольких лет состоял в студенческой команде по борьбе.

### Греко-римская борьба
Активно выступать на соревнованиях начал в 2005 году, в период 2007—2008 годов боролся за команду Melli Haffari Company Ahvaz Sports Club в Иранской борцовской премьер-лиге. Первого серьёзного успеха на взрослом международном уровне добился в сезоне 2009 года, когда вошёл в основной состав иранской национальной сборной и побывал на чемпионате Азии в Паттайе, откуда привёз награду золотого достоинства, выигранную в тяжёлой весовой категории. Позже выступил на чемпионате мира в Хернинге, где стал бронзовым призёром, потерпев единственное поражение от венгра Балажа Кишша.
В 2010 году Алиакбари одержал победу на мировом первенстве в Москве, в том числе взял верх над титулованным россиянином Асланбеком Хуштовым. Рассматривался как основной кандидат на участие в летних Олимпийских играх в Лондоне, однако в 2011 году провалил допинг-тест и в связи с двухлетней дисквалификацией вынужден был пропустить Игры.
По окончании срока дисквалификации в 2013 году Алиакбари вернулся в большой спорт и, будучи студентом, отправился представлять Иран на Универсиаде в Казани, где удостоился серебряной награды, уступив турку Рызе Каяалпу. Затем триумфально выступил на чемпионате мира в Будапеште, победив всех своих соперников и завоевав тем самым золотую медаль, однако вскоре его вновь уличили в применении анаболических стероидов. Учитывая факт рецидива, Всемирный комитет традиционных видов борьбы ФИЛА принял решение отстранить его от соревнований пожизненно, при этом его лишили золота будапештского мирового первенства — победителем соревнований таким образом был признан занявший второе место эстонец Хейки Наби.

### Смешанные единоборства
Не имея возможности выступать в греко-римской борьбе, Амир Алиакбари решил попробовать себя в смешанных единоборствах и в 2014 году подписал контракт с американской менеджерской компанией Paradigm MMA Management. Проходил подготовку в Таиланде в зале AKA Thailand под руководством известного американского бойца Майка Суика, тренировался вместе с такими знаменитостями как Марк Хант и Соа Палелеи. Там же в Таиланде в октябре 2015 года он дебютировал в ММА на профессиональном уровне, отправив своего соперника в нокаут за 17 секунд. Таким образом, Алиакбари стал первым иранским борцом высочайшего уровня, перешедшим в смешанные единоборства.
Дальнейшая карьера Алиакбари была связана с Японией, где он одержал ещё одну победу и в начале 2016 года подписал контракт с крупной организацией Rizin fighting federation, попав в число участников запланированного гран-при в открытой весовой категории. На стартовом этапе гран-при благополучно прошёл бразильца Жуана Исидору Алмейду, после чего в полуфинале должен был встретиться с американцем Шейном Карвином — Карвин в итоге выбыл из турнира, и на замену вышел другой представитель США Хит Херринг, которого Алиакбари победил по очкам единогласным решением судей. На стадии полуфиналов встретился с российским самбистом Валентином Молдавским, выиграв у него раздельным судейским решением. В тот же вечер в решающем поединке гран-при вышел на ринг против легендарного хорватского бойца Мирко Филиповича и проиграл нокаутом уже в начале первого раунда.
Впоследствии иранец продолжил выступать в Rizin FF, так, в апреле 2017 года он досрочно выиграл у бразильца Жерониму дус Сантуса.

## Таблица выступлений
| Боёв 13  | Побед 10 | Поражений 3 |
| -------- | -------- | ----------- |
| Нокаутом | 7        | 3           |
| Сдачей   | 0        | 0           |
| Решением | 3        | 0           |

| Результат | Рекорд | Соперник             | Способ               | Турнир                                                    | Дата             | Раунд | Время | Место                   | Примечание                          |
| --------- | ------ | -------------------- | -------------------- | --------------------------------------------------------- | ---------------- | ----- | ----- | ----------------------- | ----------------------------------- |
| Поражение | 10-3   | Анатолий Малыхин     | Нокаут (удары)       | One Championship Revolution                               | 24 сентября 2021 | 1     | 2:57  | Сингапур                |                                     |
| Поражение | 10-2   | Джи Вон Канг         | Нокаут (удары)       | One Championship Fists of Fury 2                          | 5 марта 2021     | 1     | 1:54  | Сингапур                |                                     |
| Победа    | 10-1   | Шелтон Грэйвс        | TKO (удары)          | ACA 93                                                    | 16 марта 2019    | 1     | 4:42  | Санкт-Петербург, Россия |                                     |
| Победа    | 9-1    | Данель Омеляньчук    | Единогласное решение | ACB 89                                                    | 8 сентября 2018  | 3     | 5:00  | Краснодар, Россия       |                                     |
| Победа    | 8-1    | Денис Смолдарев      | TKO (удары)          | ACB 83                                                    | 24 марта 2018    | 1     | 1:18  | Баку, Азербайджан       |                                     |
| Победа    | 7-1    | Тайлер Кинг          | TKO (удары руками)   | Rizin Fighting World Grand Prix 2017 Opening Round Part 1 | 30 июля 2017     | 1     | 1:39  | Сайтама, Япония         |                                     |
| Победа    | 6-1    | Жерониму дус Сантус  | TKO (удары руками)   | Rizin FF 5: Sakura                                        | 16 апреля 2017   | 1     | 3:34  | Иокогама, Япония        |                                     |
| Поражение | 5-1    | Мирко Филипович      | KO (удары руками)    | Rizin World Grand-Prix 2016: Final Round                  | 31 декабря 2016  | 1     | 2:03  | Сайтама, Япония         | Финал гран-при Rizin 2016.          |
| Победа    | 5-0    | Валентин Молдавский  | Раздельное решение   | Rizin World Grand-Prix 2016: Final Round                  | 31 декабря 2016  | 2     | 5:00  | Сайтама, Япония         | Полуфинал гран-при Rizin 2016.      |
| Победа    | 4-0    | Хит Херринг          | Единогласное решение | Rizin World Grand-Prix 2016: 2nd Round                    | 29 декабря 2016  | 2     | 5:00  | Сайтама, Япония         | Четвертьфинал гран-при Rizin 2016.  |
| Победа    | 3-0    | Жуан Исидору Алмейда | TKO (удары руками)   | Rizin World Grand-Prix 2016: 1st Round                    | 25 сентября 2016 | 1     | 2:25  | Сайтама, Япония         | Стартовый этап гран-при Rizin 2016. |
| Победа    | 2-0    | Раду Спингхель       | TKO (удары руками)   | Real Fight Championship 3                                 | 5 декабря 2015   | 1     | 1:02  | Иокогама, Япония        |                                     |
| Победа    | 1-0    | Ли Хён Чхоль         | TKO (удары руками)   | Full Metal Dojo 7: Full Metal Massacre                    | 31 октября 2015  | 1     | 0:17  | Бангкок, Таиланд        |                                     |